# チリヌルヲワカ
チリヌルヲワカ (chirinuruwowaka) は、日本のロックバンド。イロハ音楽出版所属。

## 概要
2005年、当時GO!GO!7188に在籍中だったユウこと中島優美を中心に、ザ・コレクターズのドラマーだった阿部耕作、数々の有名ミュージシャンのサポートを行っていたセッション・ベーシストのイワイエイキチ、そしてオーディションで選ばれた新人ギタリストの宮下治人という4人で結成。およそ4年間の活動休止の後、宮本に代わって二代目ギタリスト・坂本夏樹を加えた4人で2010年秋に再始動。2016年に坂本が、2019年に阿部が脱退し、現在は2人編成＋サポートドラマーで活動中。
当初、中島優美の2枚目のソロアルバムとしてスタートしたが、中島の「若い力を取り入れた本気のバンドを組みたい」という考えからバンドを組むことになる。まず中島が音源のみで知っていたイワイエイキチをGO!GO!7188のごんぶとツアー武道館公演に招待し、初対面を果たす。その後、正式オファーを出し、イワイがベースとして加わる。次に、何名かのドラマーとのセッションを経て、中島のソロアルバム『てんのみかく』にも参加経験のある阿部耕作がドラマーとして加わる。最後に、ギタリストオーディションを行い、当時20歳であった宮下治人が加わる。
バンド名はいろは歌が由来。中島が「いろはにほへとちりぬるを、わかよ…」と区切る所を「いろはにほへと、ちりぬるをわかよ…」と違う所で区切るのを聞き、その音感・語感を気に入ったことによる。バンド名は最終バンド名会議直前まで「左右対称の漢字一字」との意見でまとまっており、メンバー各自がそれぞれの案を持ってくる所まで決まっていたが、最終バンド名会議にて中島が「チリヌルヲワカ」を強く推したことにより、現在のバンド名となった。通称「ヲワカ」。
作曲だけを行っていたGO!GO!7188とは違い、全ての楽曲の作詞作曲を中島優美が手掛ける。
ライブでは中島のソロアルバム『てんのみかく』の楽曲が演奏されることもある。

## メンバー
ユウ/中島 優美（なかしま ゆみ）
ボーカル、ギター担当。チリヌルヲワカではほとんどの楽曲の作詞作曲を手がける。1979年12月1日生。鹿児島県鹿児島市出身。
元GO!GO!7188のボーカル、ギター。以前のバンド内のニックネームは『チリちゃん』。現在は『ユウちゃん』『先生』。レーズンが苦手。
イワイ エイキチ
ベース担当。1969年5月9日生。福岡県北九州市出身。
Z-BACKのベーシストとして活動後、1995年よりセッション・ミュージシャンや音楽プロデューサーとして、椎名林檎、高野寛、スネオヘアー、ACIDMAN、YUI他、数多くのアーティストの作品やツアーに参加する。以前のバンド内のニックネームは『リーダー』。

### サポートメンバー
中畑大樹（なかはた だいき）
ドラムス担当　1974年7月25日生。青森県出身。
Syrup16g、VOLA & THE ORIENTAL MACHINEのメンバー

### 元メンバー
宮下 治人（みやした はるひと）
ギター担当。1985年2月8日生。長野県出身。
バンド・MIMITTOのボーカル&ギターとして活動し、PE'Zのヒイズミマサユ機のソロ・プロジェクト・H ZETT Mにも参加。チリヌルヲワカにはオーディションにより参加が決定した。バンド内のニックネームは『ぼっちゃん』だった。
バンドの活動休止中に脱退し、2010年の再始動後は不参加。
坂本 夏樹（さかもと なつき）
ギター担当。1985年8月28日生。和歌山県出身。
セッション・ギタリストとして活動後、脱退した宮下に代わって2代目ギタリストとして2011年1月に加入。2016年1月に脱退を発表。
チリヌルヲワカ以外では、活動中の2011年8月にバンド・She Her Her Hersを結成。脱退後の2017年2月20日に「universe」の永見和也、元「the Lamps」の田中裕基、元「NMB48」の岸野里香とともに、ロックバンド・Over The Topを結成し、同年6月にDREAMUSICよりメジャーデビューするも、岸野が結婚引退したために2018年1月に解散。
現在のニックネームは『ナッキー』。
阿部 耕作（あべ こうさく）
ドラムス担当。1966年7月30日生。神奈川県出身。
元THE COLLECTORSのメンバー。他にもLOVE JETS、TEXAS TAXIS、TAIJI at THE BONNET、qps（キューピーズ）などで活動。以前のバンド内のニックネームは『ヌルヲ先輩』。
2019年をもって脱退。

## 経歴
2005年
- 6月13日、下北沢のライヴハウスCLUB251で初のライブを開催。
- 7月15日、オフィシャル・ホームページを開設。
- 9月28日、東芝EMIよりアルバム『イロハ』をリリース[3]。
- 11月、ファーストツアー「ジャズミントン」を開催。

2006年
- 5月15日、BM tunesよりシングル「新月」をリリース。

2010年
- 1月、活動休止中に脱退したバンド結成メンバーの宮下治人の後任のギタリストとして坂本夏樹が加わり、9月から新生チリヌルヲワカとして始動する。
- 12月、全国ツアー「ロッキンツアー！『f』」を敢行。

2011年
- 1月、配信シングル「ホワイトホール」がリリース。
- 4月20日、「ホワイトホール」を含むミニアルバム『白穴』をリリース、全国ツアー「白穴巡り」が敢行された。

2012年
- 4月27日、アルバム『あ可よろし』リリース。
- 5月7日、Ustream放送「Oil in Life vol.34」に出演。
- 5月20日、全国ツアー「花よりヲワカツアー」敢行。
- 6月27日、PS3「Twilight Hour(トワイライトアワー)アーシャのアトリエ〜黄昏の大地の錬金術士」に「宵の星」の楽曲提供。
- 8月5日、初の対バン企画「ヲワカまみれ」を開催。以降「ヲワカとダレカ」として開催。
- 12月14日、全国ツアー「スライダーマンツアー」敢行。

2013年
- 2月18日、アコースティックライブアルバム「あんぷらぐど〜オフィシャル海賊版〜」リリース。
- 4月14日、チリヌルヲワカ公式モバイルサイト開設。
- 4月20日、アルバム『アナログ』リリース。
- 4月26日、ネットラジオ「ユウのビーサイ」放送開始。
- 5月18日、全国ツアー「春の蛇パンツアー」敢行。
- 6月27日、PS3『エスカ＆ロジーのアトリエ〜黄昏の空の錬金術士〜』のオープニングとエンディングに「ミルク色の峠」と「甘いご褒美」の楽曲提供。
- 8月29日、「永久-とこしえ-」「イロメキ」「連鎖」のライブ映像及び生音源がカラオケの鉄人にて配信開始。
- 9月23日、マンスリーツアー「ルック!ルック!とかげのココロ」敢行。
- 11月20日、ライブDVD・BD「アトリエシリーズ ガストプレミアムライブ〜黄昏の世界の音楽会〜」にて「ミルク色の峠」「宵の星」「甘いご褒美」が収録される。

2014年
- 4月25日、アルバム『it』リース。
- 5月2日、全国ツアー「ハルチリツアー2014」敢行予定。
- 7月17日、PS3『シャリーのアトリエ〜黄昏の海の錬金術士〜』に楽曲提供。
- 10月24日と31日、ワンマンライブ「続・ヲワカ丸出し！'14」を開催。
- 12月、東名阪ワンマンツアー「ヲワカフルコース2014」を実施。

2015年
- 3月3日、東京・下北沢SHELTERにてアカシックとのツーマンライブを開催。
- 4月22日、アルバム『アヲアヲ』を発売。
- 6月13日からバンド結成10周年を記念した全国ツアー「ありが10祭」がスタート[注 4]。

2016年
- 1月、ギタリストの坂本夏樹が脱退を発表。
- 5月13日、アルバム『ShowTime』をに発売。
- 6月より全国ツアー「LiveTour2016 -ShowTime-」を開催。

2017年
- 5月10日、アルバム『君の未来に用がある』をリリース。同作品を携えて全国ツアー「OctopusTour 2017」を開催。

2018年
- 5月10日、アルバム『ノンフィクション』をリリース。

## ディスコグラフィー

### 参加アルバム
1. 「Twilight Hour　アーシャのアトリエ〜黄昏の大地の錬金術士〜ボーカルアルバム [Soundtrack]」 （2012年6月27日発売）
  - 収録曲「宵の星」
2. AZUMA HITOMI「フォトン」初回生産限定盤特典CD『フォトン -reconstruction-』（2013年4月24日発売）
  - 収録曲「かさぶたとチェリー」（カバー）
3. 「Twilight Sky エスカ&ロジーのアトリエ〜黄昏の空の錬金術士〜ボーカルアルバム」 （2013年6月26日発売）
  - 収録曲「ミルク色の峠」「甘いご褒美」
4. 「 Twilight Ocean　シャリーのアトリエ〜黄昏の海の錬金術士〜ボーカルアルバム」　(2014年7月16日発売)
  - 収録曲「アシンメトリ」
5. 『ニンジャスレイヤー フロムコンピレイシヨン「伐」』　(2016年7月27日発売)
  - 収録曲「怒りの筆先」

### 映像作品
| 名義            | 発売日         | タイトル                                                          | 規格    | 規格品番    | 備考 |
| --------------- | -------------- | ----------------------------------------------------------------- | ------- | ----------- | --- |
| チリヌルヲワカ  | 2006年1月1日   | 「ヲワカTV」                                                      | DVD     | WOWAKA-0001 | 公式レーベルサイト通販限定販売。GO!GO!7188オフィシャルファンクラブ「茶わん虫」会員対象。オフィシャルHPで配信されていた「ヲワカTV」の映像とライブ映像、このDVDのみ収録の「ひとみごくう」を収録。 |
| various artists | 2013年11月20日 | 『アトリエシリーズ ガストプレミアムライブ〜黄昏の世界の音楽会〜』 | DVD     | VPBQ-13799  | ロールプレイングゲームシリーズ「アトリエシリーズ」のライブDVD&BD。「ミルク色の峠」「宵の星」「甘いご褒美」が収録されている。                                                                    |
| various artists | 2013年11月20日 | 『アトリエシリーズ ガストプレミアムライブ〜黄昏の世界の音楽会〜』 | Blu-ray | VPXQ-71280  | ロールプレイングゲームシリーズ「アトリエシリーズ」のライブDVD&BD。「ミルク色の峠」「宵の星」「甘いご褒美」が収録されている。                                                                    |
| チリヌルヲワカ  | 2016年3月30日  | 「ヲワカLIVE」                                                    | 2DVD    | YAMA-0008   | 初のライブDVD。10周年ツアー「ありが10祭」のドキュメンタリー映像とファイナル大阪公演の全曲を収録。                                                                                               |

## ミュージックビデオ
| 監督        | 曲名                                                                         |
| 大和田浩樹  | 「ホワイトホール」                                                           |
| 鏡裕登      | 「天邪鬼」                                                                   |
| 喜田夏記    | 「カスガイ」                                                                 |
| 佐伯雄一郎  | 「it」「マシーン」                                                           |
| Higuchinsky | 「絶対値」「々々々〜トリプレット〜」                                         |
| 不明        | 「甲と乙」「苔の生したこんな代は(LIVE)」「姫事(LIVE)」「ひとみごくう(LIVE)」 |